# Mattias Weinhandl
Mattias Weinhandl (ur. 1 czerwca 1980 w Ljungby) – szwedzki hokeista, reprezentant Szwecji, olimpijczyk.

## Kariera
- IF Troja-Ljungby (1997–1999)
- Modo Hockey (1999–2002)
- New York Islanders (2002–2004)
  -  Bridgeport Sound Tigers (2002–2003)
- Modo Hockey (2004–2005)
- New York Islanders (2005–2006)
- Minnesota Wild (2006)
- Houston Aeros (2006–2007)
- Linköpings HC (2007–2008)
- Dinamo Moskwa (2008–2010)
- SKA Sankt Petersburg (2010–2012)
- Linköpings HC (2012–2014)

Wychowanek klubu IF Troja-Ljungby. Od 2012 był ponownie zawodnikiem Linköping. Po zakończeniu sezonu Svenska hockeyligan (2013/2014), w którym nie rozegrał żadnego meczu z uwagi na następstwa kontuzji głowy, w kwietniu 2014 ogłosił zakończenie kariery.
Uczestniczył w turniejach mistrzostw świata w 2002, 2005, 2008, 2009, 2010 oraz na zimowych igrzysk olimpijskich 2010.

## Sukcesy
Reprezentacyjne
- Złoty medal mistrzostw Europy juniorów do lat 18: 1998
- Brązowy medal mistrzostw świata: 2002

Klubowe
- Srebrny medal mistrzostw Szwecji: 2000, 2002 z MODO, 2008 z Linköpings HC
- Srebrny medal mistrzostw Rosji: 2009 z Dinamem Moskwa
- Puchar Spenglera: 2008 z Dinamem Moskwa

Indywidualne
- Elitserien 2001/2002:
  - Pierwsze miejsce w klasyfikacji asystentów w fazie play-off: 11 asyst
  - Pierwsze miejsce w klasyfikacji kanadyjskiej w fazie play-off: 15 punktów
  - Rinkens riddare - nagroda dla najuczciwszego zawodnika
  - Skład gwiazd
- Elitserien 2004/2005:
  - Pierwsze miejsce w klasyfikacji strzelców w sezonie zasadniczym: 26 goli
  - Pierwsze miejsce w klasyfikacji strzelców w przewagach: 14 goli
- Elitserien 2007/2008:
  - Trofeum Håkana Looba - pierwsze miejsce w klasyfikacji strzelców w sezonie zasadniczym: 35 goli
  - Pierwsze miejsce w klasyfikacji strzelców zwycięskich goli meczowych: 9 goli
  - Skład gwiazd
- Mistrzostwa Świata w Hokeju na Lodzie 2008/Elita:
  - Jeden z trzech najlepszych zawodników reprezentacji
- KHL (2008/2009):
  - Najlepszy napastnik miesiąca - marzec 2009
  - Czwarte miejsce w klasyfikacji asystentów w fazie play-off: 10 asyst
  - Trzecie miejsce w klasyfikacji kanadyjskiej w fazie play-off: 16 asyst
- KHL (2009/2010):
  - Najlepszy napastnik miesiąca - październik 2009
  - Piąte miejsce w klasyfikacji kanadyjskiej w sezonie zasadniczym: 60 punktów
- KHL (2010/2011):
  - Najlepszy napastnik - ćwierćfinały konferencji
- KHL (2011/2012):
  - Trzecie miejsce w klasyfikacji +/- w sezonie zasadniczym: +25